# Калининград (порт)
Порт Калинингра́д — российский порт на юго-восточном побережье Балтийского моря, единственный незамерзающий порт России на Балтике.
23 марта 1994 года было создано Государственное учреждение «Морская администрация порта Калининград» (ГУ «МАП Калининград). 1 июля 2004 года ГУ «МАП Калининград» претерпело  реорганизацию, разделившись на 2 обособленных учреждения:ФГУ «АМП Калининград» и Калининградский филиал ФГУП "Росморпорт". 19 ноября 2008 года ФГУ «АМП Калининград» было реорганизовано  путём присоединения к нему Федерального государственного учреждения «Государственная администрация Калининградского морского рыбного порта» (ФГУ «ГА КМРП»). 11 августа 2015 года ФГУ «АМП Калининград» было переименовано в Федеральное государственное бюджетное учреждение «Спасательно-координационный центр Росморречфлота» (ФГБУ «СКЦ Росморречфлота»). 
С 1 сентября 2014 был создан и начал свою деятельность филиал ФГБУ «АМП Балтийского моря» в морском порту Калининград. Филиал является структурным подразделением юридического лица – Федерального государственного бюджетного учреждения «Администрация морских портов Балтийского моря» (ФГБУ «АМП Балтийского моря»). С момента создания Филиала оказание государственных услуг по обеспечению безопасности мореплавания и порядка в морском порту Калининград, по организации морского судоходства в морском порту Калининград и на подходах к нему и выполнение иных функций, предусмотренных Положением о филиале, выполняет капитан морского порта Калининград, возглавляющий Филиал.

## Расположение
Порт имеет выгодное положение. Расстояние до столиц близлежащих государств — Вильнюса, Риги, Минска, Варшавы, Берлина, Копенгагена и Стокгольма составляет от 315 до 1460 километров, а до крупнейших иностранных портов на Балтике — от 67 (Гданьск) до 730 (Оулу) морских миль. Порт Калининград связан контейнерными линиями с портами Нидерландов, Великобритании, Германии, Польши, Финляндии, Латвии, Эстонии, Швеции, Дании, Норвегии, Франции  и Литвы.

## Общая характеристика
Порт Калининград территориально делится на четыре грузовых района: Калининградский грузовой район, Светловский грузовой район, Балтийский грузовой район, а также удалённый грузовой район Пионерский.
Причалы порта, общей протяжённостью 17 км, расположены на северной стороне Калининградского морского канала, а также в устьевой части реки Преголя с примыкающими гаванями.
17 различных стивидорных компаний предоставляют услуги по перевалке грузов: нефтепродукты, уголь, кокс, лесные грузы и грузы лесопереработки (пиломатериалы, фанера, целлюлоза, бумага), чёрные металлы, ферросплавы, минеральные удобрения (жидкие, навалом и в различной упаковке), зерновые грузы. Основным продуктом, экспортируемым и импортируемым через порт, является металлопрокат.
В стадии строительства и проектных разработок находятся ещё 5 новых терминалов.
Акватории рыбного и торгового портов граничат друг с другом и включают три искусственных гавани: Вольную, Индустриальную, Лесную и часть реки Преголя.

## Грузооборот порта
- В 2006 году грузооборот вырос на 4 %, в 2007 года — на 2,6 %, а в первом квартале 2008 года на 13 % по сравнению с аналогичным периодом прошлого года.
- 2009 год — 12,4 млн т[1] (на 19,6 % меньше, чем в 2008 году).
- январь — март 2010 года — 3,7 млн т[2] (рост на 24,8 %)

Более половины грузооборота порта приходится на 3 стивидорные компании — ОАО «Калининградский морской торговый порт» (около 17 %), ООО «Лукойл-Калининградморнефть» (29 %) и ФГУП «Калининградский морской рыбный порт» (около 19 %).
| Год               | 2013  | 2014  | 2015  | 2016  | 2017  | 2018  | 2019  | 2020 | 2021 |
| Грузооборот млн т | ▲13,7 | ▲13,9 | ▼12,7 | ▼11,7 | ▲13,8 | ▲14,1 | ▼11,1 | 10,4 | 10,6 |

## Морской торговый порт

### История торгового порта
Первое упоминание о портовой гавани у замка Кёнигсберг относится к 1339 году. Этот год считается годом основания торгового порта. В следующем, 1340 году, три средневековых города Альтштадт, Лёбенихт и Кнайпхоф, которые располагались рядом с замком Кёнигсберг, вошли в торговый союз «Ганза». С тех пор порт постоянно развивался и расширялся. В 1440 году на реке Прегель вдоль набережных Альштадта и Кнайпхофа были проведены работы по углублению дна. В 1682 году по решению Кнайпхофского городского Совета по берегам Прегеля была проложена дамба, которая затем в 1736 году была удлинена до залива.
В 1811 году Восточно-прусское правительство передало управление Кёнигсбергским и Пиллауским портами Кёнигсбергскому купеческому сословию. В 1818 году Кёнигсбергский порт посетило 320 торговых судов, а в 1828 году в порт пришёл первый пароход «Коперникус», построенный в Эльбинге.
С 1855 года на первом железном паровом судне «Шнель» стали осуществляться регулярные перевозки между Кёнигсбергом и Тильзитом.
Заметную роль играли торговые отношения между Германией и Россией. Через Кёнигсберг шёл большой поток российской сельскохозяйственной продукции: зерно, бобовые, лён, пенька и т. д. Имеющиеся портовые сооружения в Кёнигсберге сдерживали постоянно возрастающий рост грузооборота с Россией. Так, в 1897 году на набережной реки Прегель были построены зернохранилище и вальцовая мельница (до 1930 года это зернохранилище считалось самым большим складом в Европе). Кроме того, магистрат Кёнигсберга принял решение о расширении портовых сооружений и отвёл для создания пяти искусственных гаваней площадь в 220 гектар. Однако начавшиеся в 1904 году строительные работы по расширению старого порта были прекращены в 1915 году из-за Первой мировой войны и были продолжены только в 1921 году.
13 июня 1924 года был торжественно открыт новый Кёнигсбергский порт. В новом порту на южном берегу реки Прегель из планировавшихся пяти гаваней было построено только три: Свободная, Индустриальная и Лесная. В 1930 году он имел 100 тыс. м² навесных и складских площадей, был оснащён 30-ю электрическими портальными кранами и считался самым совершенным на Балтийском море.
Во время Второй мировой войны порт был сильно разрушен, однако стал одним из первых гражданских предприятий, начавших функционировать в послевоенном Кёнигсберге. 20 июня 1945 года считается датой основания Калининградского порта на Балтийском море.
15 сентября 1992 года во время приватизации порт из государственного предприятия был преобразован в товарищество с ограниченной ответственностью, а впоследствии — в акционерное общество «Морской торговый порт Калининград». В настоящее время предприятие носит название ОАО «Калининградский морской торговый порт».
В мае 1991 года порт был открыт для захода иностранных судов.

### Характеристики торгового порта
Калининградский морской торговый порт, являясь универсальным портом, перегружает любые виды грузов (за исключением сырой нефти).
Порт включает 20 причалов общей длиной более 3 км, 18 из которых являются грузовыми. Для перевалки зерновых грузов и удобрений используются специализированные терминалы — зерновой терминал, терминал по перевалке удобрений навалом, терминал по перевалке жидких удобрений.
На территории порта находится 13 крытых грузовых складов (включая 3 склада-холодильника) и открытые склады, общей площадью 211,6 тыс. м².

## Морской рыбный порт
Калининградский морской рыбный порт был основан 21 июля 1947 года.
В Восточной Пруссии океанического рыболовства не было. Калининградские рыбаки отправились в первую дальнюю экспедицию к берегам Исландии уже в июне 1948 года.
В порту осуществляется перевалка мороженой рыбы и мяса, продовольственных грузов, насыпных и упакованных удобрений, контейнеров, строительных грузов, нефтепродуктов, наливных химических грузов и грузов других категорий.
Порт включает 21 причал для экспортно-импортных грузовых операций и 5 причалов для каботажного флота общей длиной 3,1 км и акваторию 28,7 гектар.
Рыбный порт имеет собственные буксирные средства, маневровые тепловозы, железнодорожные подъездные и выставочные пути. Общая протяжённость собственного железнодорожного полотна составляет около 17 километров.
ФГУП «Калининградский морской рыбный порт» входит в число стратегических предприятий России.

## Речной порт
Калининградский речной порт был основан в 1946 году. Порт расположен в черте города Калининграда на правом берегу реки Преголя, в 6 км от устья.
Порт состоит из трёх грузовых районов: прегольского (включает два причала для перевалки навалочных грузов), светловского (расположен на правом берегу Калининградского морского канала в городе Светлом, включает один грузовой и один пассажирский причал) и гравийно-сортировочного завода (включает один причал, на котором осуществляется перевалка песчано-гравийной смеси).

## Портовые власти
Контроль за обеспечением порядка и соблюдением национальных и международных правовых актов выполняет Администрация морского порта Калининград. Основными функциями администрации порта являются: обеспечение безопасности мореплавания и порядка в порту, осуществление надзора за технической эксплуатацией портовых сооружений и объектов, административно-властные полномочия (в их числе государственная регистрация морских судов и прав на них), координацию деятельности органов исполнительной власти и хозяйствующих субъектов.
Руководство администрацией порта осуществляет капитан морского порта. В настоящее время эту должность занимает Шевцов А. Я.

## Калининградский морской канал
К порту Калининград относится Калининградский морской канал. Длина Калининградского морского канала 43 километра, ширина 50 — 80 метров и глубина от 9 до 10,5 метра. По каналу могут проходить суда длиной до 200 метров, осадкой — восемь метров, а на участке канала длиной 22,6 км с осадкой до 9,4 метров и грузоподъёмностью до 30000 тонн. Среднее время прохождения канала — 3 часа.